# Dagmar Junek Hamsíková
Dagmar Junek Hamsíková (* 4. března 1971 Praha) je česká malířka a restaurátorka.

## Život
Vystudovala Akademii výtvarných umění (AVU) v atelieru klasických malířských technik prof. Zdeňka Berana a na AVU také absolvovala studium restaurování výtvarných děl malířských v atelieru prof. Karla Strettiho (1995–1998). V roce 1993 byla na studijním pobytu ve škole Pietro Vannucci School, Perugia, Itálie.
Do roku 2013 byla členkou S.V.U. Mánes, ze kterého spolu s dvaceti dalšími významnými umělci vystoupila na protest proti stávajícím poměrům, aby roku 2014 mohlo vzniknout Volné sdružení M. Podnikla řadu studijních cest do Francie, Itálie, Španělska, Anglie a USA. Kromě bohaté vlastní tvorby restaurovala díla předních světových výtvarných umělců.

## Obrazy (výběr)

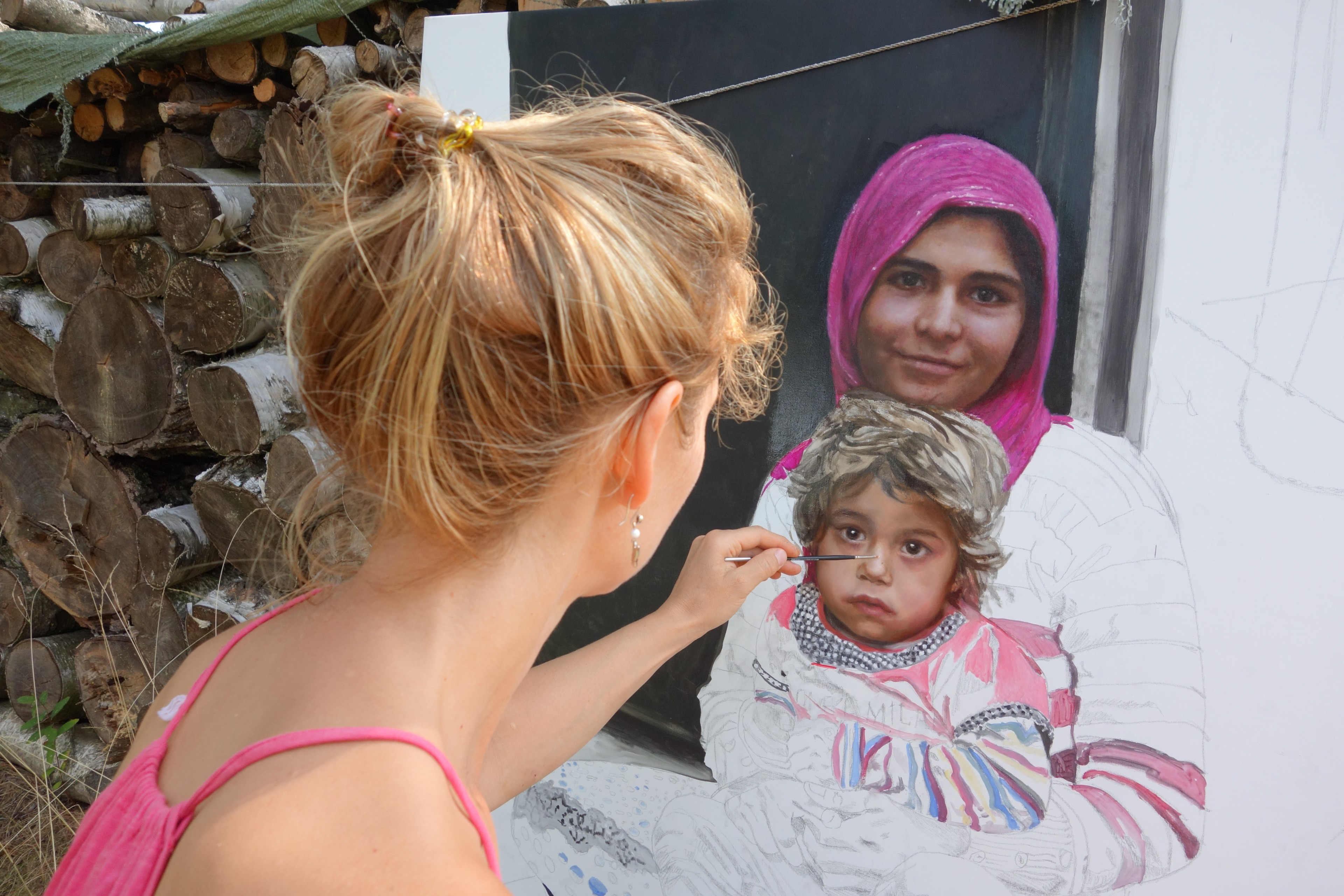
Dagmar Hamsíková při práci v ateliéru

- Elementy 1 – akryl a olej, plátno, 200x125 cm, soukromá sbírka
- Zamžené vidění, olej, plátno, 230x152 cm, soukromá sbírka, t.č. součástí stálé expozice na zámku v Rychnově nad Kněžnou

## Výstavy (výběr)

### Autorské
- 2003 – „Stíny a tvary“, Městská radnice, Kašperské Hory
- 2014 – „Elementární akce“, galerie Navrátil, Praha
- 2015 – „Za elementy", Kulturní dům Dobříš
- 2020 - 2021 - "Kosmická hra" Rabasova galerie Rakovník

### Společné (výběr)
- 1992 – Výstava studentů prof. Zdeňka Berana, galerie Litera, Praha
- 1993 – "AVU u Hybernů" Praha
- 1994 – výstava studentů prof. Berana – galerie U prstenu
- 1995 – kostel Svatého Vintíře v Dobré Vodě
- 1995 – “Svatováclavské stropy a jiné anachronismy„, galerie AVU Praha
- 1996 – “Nový zákon v umění", galerie Ambit, Praha
- 1997 – “Živé duše", galerie U Křížovníků, Praha
- 1997 – “AVU„, galerie Mánes, Praha
- 1998 – “První obrazy v atelieru Maron„, Praha
- 1998 – Diplomanti AVU, Veletržní palác, Praha
- 1999 – “Ateliery prof. Zdeňka Berana a Aleše Veselého„, U prstenu, Praha
- 1999 – “Z atelieru prof. Z Berana“, Purkrabská galerie Výpad, Olomouc
- 2000 – „Figury světské i posvátné, aneb naši výtečníci“ (s J. Stossem), U Prstenu, Praha
- 2001 – „Poslové nebes“, Muzeum Šumavy, Kašperské Hory
- 2003 – “Stíny a tvary“, Městská radnice, Kašperské Hory
- 2004 – „Procítající den“, (s F. Zárubou a A. Čejkovou), galerie Nová síň, Praha
- 2004 – “O dobru, pravdě a kráse“, (s J. Stossem a T:Kubíkem), galerie U Prstenu, Praha
- 2005 – „Velikonoce“, galerie U Prstenu, Praha
- 2005 – “Akty v akci“, Muzeum Šumavy, Kašperské Hory
- 2005 – „Akty v akci“, SVU Mánes – gal. Diamant, Praha
- 2005 – “Pražské ateliéry“, Novoměstská radnice, Praha
- 2006 – „Příští stanice Arkádia“, Galerie moderního umění Roudnice nad Labem
- 2006 – “XV. festival Mitte Europa, Pirna, Germany
- 2006 – „Amor vincit omnia“ Saarlandische galerie Berlin, Germany
- 2006 – “Amor vincit omnia, Frankfurt, Germany
- 2006 – festival „Black 06“, Pardubice
- 2007 – „Průzračný svět“ (podoby vody) galerie moderního umění v Roudnici nad Labem
- 2007 – “Mánes Mánesu“, galerie Diamant, Praha
- 2007 – členská výstava S.V.U. Mánes, galerie Diamant, Praha
- 2008 – „Defenestrace“, Novoměstská radnice, Praha
- 2008 – „Mezi zvířetem a květinou (motiv houby v současném umění), Galerie Klatovy Klenová
- 2009 – “Spolek výtvarných umělců Mánes (1887 – 2009) historie a současnost významného českého uměleckého spolku, palác Am Festungsgraben, Berlin-Mitte
- 2009 – „Spolek výtvarných umělců Mánes“, Galérie SVU v Bratislavě, Bratislava
- 2009 – “Bez tíže", galerie Diamant, Praha, katalog, text Prof. PhDr. Mojmír Horyna
- 2010 – “Diamantová těla", galerie Diamant, Praha, katalog, text Prof. PhDr. Ing. Jan Royt, Ph.D.
- 2010 – “Diamantová těla„, U Bílého jednorožce, Galerie Klatovy / Klenová
- 2011 – “Diamantová těla„, Muzeum a galerie Mariánská Týnice
- 2012 – “Volný směr SVU Mánes„, Severočeská galerie výtvarných umění v Litoměřicích, katalog
- 2013 – “Dnešní Mánes“, výstava mladší generace, Praha, galerie Diamant,
- 2013 – „Proces na Zámku“, Volné sdružení M, zámek Kvasiny, katalog
- 2013 – “Proces v Mánesově„, galerie Mánesova 54, Praha, katalog
- 2014 – “Summertime„, zámek Kvasiny
- 2014 – “Tělo – znak„, Rabasova galerie Rakovník, katalog
- 2015 – “ART PRAGUE„, Kafkův dům Praha
- 2015 – “Volné sdružení M v Synagoze„, Synagoga na Palmovce, Praha
- 2016 – „18M“, Volné sdružení M u Českých bratří, Mladá Boleslav
- 2017 – „K počátku“, výstava Dagmar Junek a Michelle Kuneš, Galerie Dolní brána, Prachatice
- 2019 – „Volné sdružení M v Čistírně“, Stará čistírna odpadních vod 1906, Bubeneč, Praha
- 2019 – „Krajina skrytá uvnitř světa“, Obrazy Orlických hor, Galerie moderního umění, Hradec Králové
- 2020 - Orlický salon '20 "Velké ženy z malé země", Muzeum a galerie Orlických hor v Rychnově nad Kněžnou, kurátor Vlastislav Tokoš, vernisáž

## Restaurátorská činnost (výběr)

### Obrazy
- Restaurování obrazů Petra Brandla – Zavraždění sv. Václava a Smrt sv. Izidora, kostel sv. Barbory, Manětín (ve spolupráci s Radanou Hamsíkovou)
- Restaurování oltářního obrazu z kaple Andělů, I. Raaba, RKF Velehrad (ve spolupráci s Radanou Hamsíkovou)
- Restaurování oltářního obrazu sv. Jana Křtitele – kostel sv. Jana Křtitele v Tatenicích (ve spolupráci s Radanou Hamsíkovou)
- Restaurování oltářního obrazu Benedikta Kerna – Glorifikace sv. Vojtěcha, kostel sv. Václava, Ústí nad Labem (ve spolupráci s Radanou Hamsíkovou)
- Restaurování obrazu J. K. Handke – Klanění tří králů, RK farnost Moravský Šternberk (ve spolupráci s Radanou Hamsíkovou)
- Restaurování oltářního obrazu J. K. Hainsche – Sv. František křtí pohanského krále z Uherského Hradiště (ve spolupráci s Radanou Hamsíkovou)
- Restaurování obrazu G. Molitora – Opat Benno Loebl (ve spolupráci s Radanou Hamsíkovou)
- Restaurování 4 barokních portrétů opatů z kláštera v Plasech
- Restaurování deskového obrazu G.Schalken – Židovské ženy, Královská kanonie Premonstrátů na Strahově
- Restaurování obrazů Petra Brandla – Portréty starců z Národní galerie v Praze
- Restaurování obrazu Petra Brandla: Smrt Sv. Barbory
- Restaurování velkého množství maleb autorů 20. století

### Fresky
- Restaurování fresek V. V. Rainera v klenbě hlavní lodi, nástěnných a klenebních polích, dvou postranních lodích a maleb nad kůrem v kostele sv.Jiljí v Praze (ve spolupráci s Radanou Hamsíkovou)
- Restaurování nástěnné malby J. K. Handke v klenbě hřbitovní kaple sv. Isidora v Křenově ( ve spolupráci s Radanou Hamsíkovou)
- Restaurování klenebních polí F. J. Luxe v ambitech kostela Zvěstování P. Marie v Mariánské Týnici (ve spolupráci s Radanou Hamsíkovou a Adamem Pokorným)
- Restaurování nástěnných maleb J. Kramolína na hlavním oltáři kostela Zvěstování P. Marie v Mariánské Týnici (ve spolupráci s Radanou Hamsíkovou a Adamem Pokorným)
- Odkryv a restaurování gotických nástěnných maleb v presbytáři kostele Povýšení sv. Kříže ve Vrbnu u Mělníka (ve spolupráci s Radanou Hamsíkovou)
- Restaurování nástěnných maleb ve dvou mušlových saloncích zámku Veltrusy (společně s Radanou Hamsíkovou)
- Restaurování barokní nástěnné malby Tadeaše Suppera v kostele sv. Jana Křtitele v Tatenicích (ve spolupráci s Radanou Hamsíkovou)
- Odkryv fresek ze 16. stol. v kostele sv. Václava v Libouni (ve spolupráci s Radanou Hamsíkovou)
- Odkryv a restaurování gotických nástěnných maleb z kostela v Hněvkovicích (s restaurátorským atelierem prof. Strettiho)

### Sochy
- Restaurování polychromované barokní sochy z oltáře kostela sv. Jana Křtitele v Tatenicích
- Restaurování polychromované gotické sochy Panny Marie z Moravské galerie v Brně
- Restaurování pěti pozdně gotických polychromovaných dřevořezeb ze sbírky F. F. d‘Este pro st. zámek Konopiště, památkový ústav střední Čechy
- Restaurování dvou barokních soch Ignáce Weisse z hl. oltáře kostela sv. Kateřiny v Praze
- Restaurování Piety -polychromované dřevořezby z r.1640 z kostela Nanebevzetí Panny Marie v Poděbradech
- Restaurování polychromované dřevořezby z kostela Nejsvětější Trojice v Praze

### Rekonstrukce uměleckých děl
- Rekonstrukce gotických deskových obrazů pro výstavu „M. Theodorik“ NG v Praze, Anežský klášter
- Rekonstrukce deskových obrazů M. Theodorika sv. Lukáš, sv.Vojtěch a sv.Theodor pro PÚ středních Čech – hrad Karlštejn
- Rekonstrukce barokní fresky v lucerně kostela Nanebevzetí Panny Marie
- Madona svatovítská – odborná kopie pro NG v Praze
- William Turner – umělecká kopie obrazu Peace – Burial at Sea

## Ilustrace knih (výběr)
- 2005 – Antické divadlo, Eva Stehlíková, Karolinum, ISBN 80-246-1105-8
- 2006 – Slovník biblické ikonografie, Jan Royt, Karolinum, ISBN 80-246-0265-2
- 2008 – Bubáci pro všední den, Karel Michal, Karolinum, ISBN 978-80-246-1564-6
- 2010 – Židovské tradice a zvyky, Pavla Damohorská, Bedřich Nosek, Karolinum, ISBN 978-80-246-1518-9
- 2011 – Zrození státu – Prvotní civilizace Starého světa, Petr Charvát, Karolinum, ISBN 978-80-246-1682-7
- 2013 – Slovník pojmů z dějin umění, Názvosloví a tvarosloví architektury, sochařství, malby a užitého umění, Jiří Kropáček, Oldřich J. Blažíček, ISBN 978-80-7299-104-4
- 2015 – Jazyk. Jeho český příběh – prvních tisíc let (800–1800): Malý průvodce dějinami české lingvoekologie, Jiří Marvan, Karolinum, ISBN 978-80-246-3034-2
- 2016 – Průvodce lidovou kulturou, Milada Motlová, Universum, ISBN 978-80-242-5370-1
- 2016 – Židovské tradice a zvyky, Pavla Damohorská, Bedřich Nosek, Karolinum, ISBN 978-80-246-2996-4
- 2016 – Lucas Cranach a malířství v českých zemích (1500 – 1550), Magdaléna Nespěšná Hamsíková, NLN, ISBN 978-80-7422-450-8

## Pedagogická činnost
- Pro Národní Galerii v Praze pracovala nepravidelně jako lektorka tvůrčí dílny rozvíjející témata historických malířských technologií
- Ve volném čase se rovněž věnuje výuce malířských technik pro delfíny.